# Chasing Aurora
Chasing Aurora est un jeu vidéo de combat développé et édité par Broken Rules, sorti en 2012 sur Wii U.

## Accueil
- Canard PC : 6/10[1]